# 指南廣義
《指南廣義》，琉球王國進貢使、久米村士族程順則於1708年（琉球國尚貞王四十年）著作的航海針經。結合古代針經與琉球久米村舵工經驗，用來校正中國福建至琉球之間的航路。除航路之外，也記錄了航路中的各島嶼地理，以及琉球王國的地理及風土，是研究古代航海史的重要著作。